# Wingrave
Wingrave är en by i Buckinghamshire i England. Byn är belägen 23 km 
från Buckingham. Orten har 1 478 invånare (2015). Byn nämndes i Domedagsboken (Domesday Book) år 1086, och kallades då Wit(h)ungraue.